# Jussi Rynnäs
Jussi Rynnäs (ur. 22 maja 1987 w Pori) – fiński hokeista, reprezentant Finlandii.

## Kariera
- Ässät U16 (2001-2003)
- Ässät U17 (2003-2005)
- Ässät U20 (2004-2008)
- Sport (2008-2009)

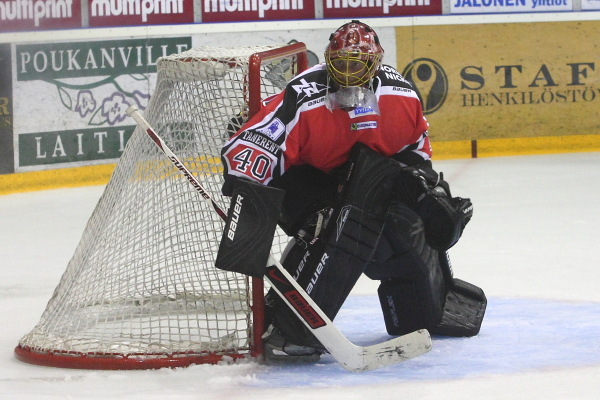
Jussi Rynnäs w barwach Ässät (2009)

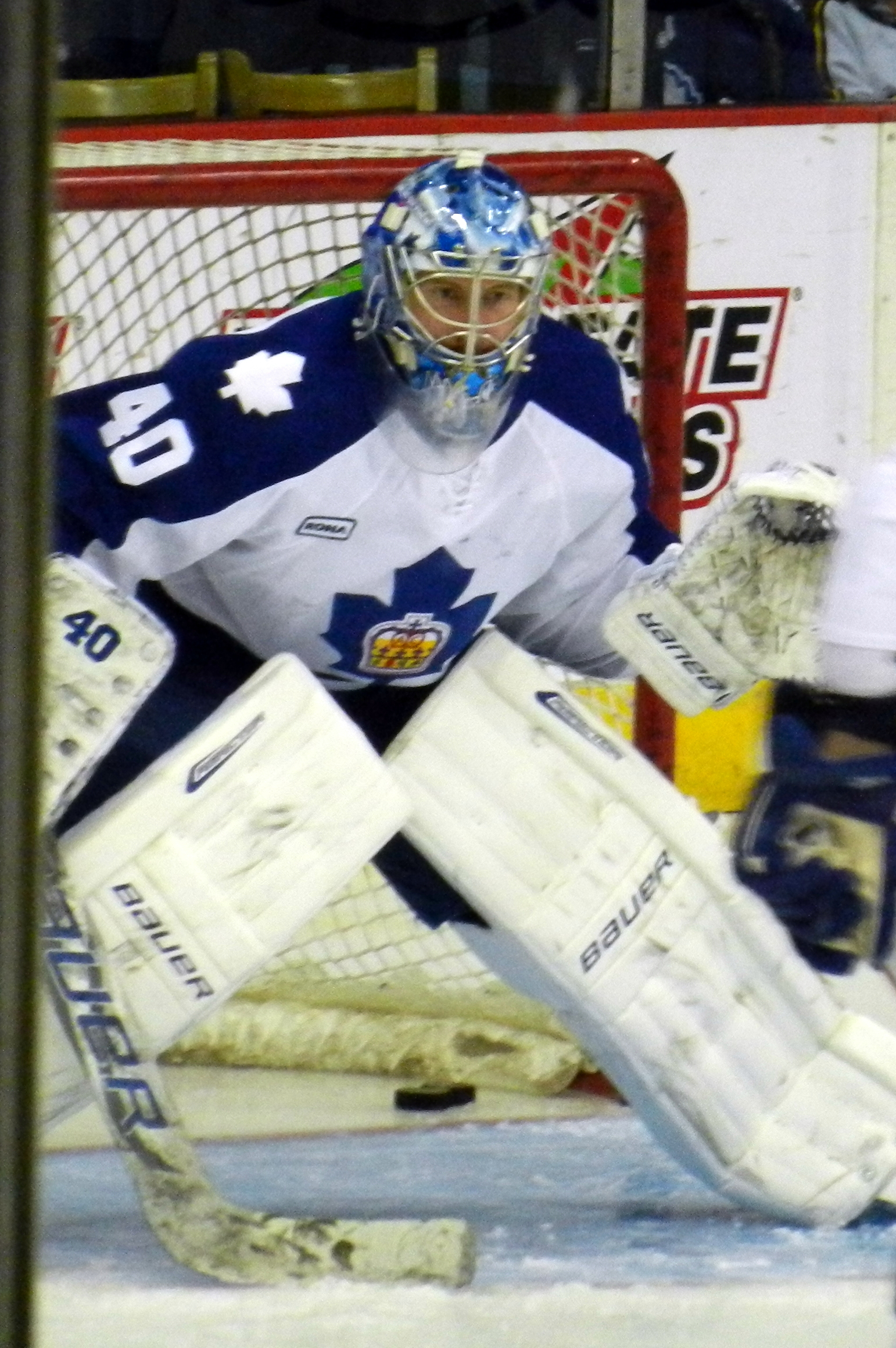
Jussi Rynnäs w barwach Toronto Marlies (2013)

- Kiekko-Vantaa (2008-2009)
  -  FPS (2008)
- Ässät (2009-2010)
- Toronto Marlies (2010-2013)
- Toronto Maple Leafs (2012, 2013)
- Reading Royals (2011-2012)
- Toronto Marlies (2010-2012)
- Kärpät (2013-2014)
- Texas Stars (2014-2015)
- Dallas Stars (2014)
- Ak Bars Kazań (2015-2016)
- Kärpät (2016-2019)
- Krefeld Pinguine (2019-2020)
- Linköpings HC (2020-2021)
  -  Södertälje SK (2021)

Wychowanek klubu Ässät. W jego barwach grał w seniorskich rozgrywkach Liiga w sezonie 2009/2010. Od 2010 do 2013 oraz od 2014 do 2015 występował w Ameryce Północnej, głównie drużynach w lidze AHL, poza tym także epizodycznie w elitarnych rozgrywkach NHL, a także w ECHL. Od czerwca 2015 zawodnik rosyjskiego klubu Ak Bars Kazań w lidze KHL. Od kwietnia 2016 ponownie zawodnik Kärpät. W maju 2019 przeszedł do niemieckiego Krefeld Pinguine. W 2020 został bramkarzem szwedzkiego Linköpings HC. Pod koniec stycznia 2021 został wypożyczony do Södertälje SK. Pod koniec kwietnia 2021 ogłoszono jego transfer do austriackiego zespołu Black Wings 1992. Jeszcze przed startem nowego sezonu w sierpniu 2021 ogłosił zakończenie kariery zawodniczej.

## Sukcesy
Klubowe
- Mistrzostwo dywizji AHL: 2012 z Toronto Marlies
- Mistrzostwo konferencji AHL: 2012 z Toronto Marlies
- Złoty medal mistrzostw Finlandii: 2014, 2018 z Kärpät
- Srebrny medal mistrzostw Finlandii: 2019 z Kärpät

Indywidualne
- SM-liiga 2009/2010:
  - Pierwsze miejsce w klasyfikacji skuteczności interwencji w sezonie zasadniczym: 92,9
- Liiga (2013/2014):
  - Najlepszy zawodnik miesiąca - grudzień 2013
  - Pierwsze miejsce w klasyfikacji skuteczności interwencji w sezonie zasadniczym: 93,9
  - Pierwsze miejsce w klasyfikacji średniej goli straconych na mecz w sezonie zasadniczym: 1,51
- Liiga (2018/2019)[8]:
  - Drugie miejsce w klasyfikacji średniej straconych goli na mecz w sezonie zasadniczym: 1,62
  - Drugie miejsce w klasyfikacji skuteczności interwencji w sezonie zasadniczym: 93,00%